# 中條金之助
中條 金之助（ちゅうじょう きんのすけ、1827年7月12日（文政10年6月19日） - 1896年（明治29年）1月19日）は、江戸時代後期の旗本。諱は景昭先端、

## 生涯
御小姓組中條市右衛門景利の子として生まれる。
青年時代に山鹿流、心形刀流、北辰一刀流を習得。剣術以外にも柔術に秀でており、後に講武所柔術教授方頭取となる戸塚彦介に師事して戸塚派楊心流を学び目録を得た。明治時代に千葉市の胤重寺に建てられた戸塚派楊心流門人碑には数多くいる目録門人の中で一番最初に名前が刻まれている。
嘉永7年（1854年）より13代将軍家定に仕え、家中の武士たちに武術を指南する剣術・柔術世話心得などを歴任する。幕府が講武所を開設すると剣術教授方と柔術乱取世話心得に就任した。
文久2年（1862年）、尊皇攘夷論者・清河八郎の発案で、発足した浪士組で親友の山岡鉄舟とともに取締役になる。その後、新徴組支配を歴任。この頃、山鹿流の師である窪田清音が門弟である江戸の天才刀工・源清麿から贈られた刀を懇望し、清音より譲り受けている。
慶応3年（1867年）、将軍・徳川慶喜が大政奉還後、慶喜の身辺を危ぶんだ勝海舟らが慶喜を警護するために精鋭隊を発足、当代一流の剣客として精鋭隊の頭に抜擢される。江戸開城の際には仲間と共に江戸城内で自決するつもりであったが勝海舟の説得で思いとどまり、慶応4年4月、江戸城から水戸に退く時、精鋭隊の一員として慶喜とともに下る。徳川慶喜や、徳川宗家を継いだ徳川家達が駿府（静岡）へ強制的に移住されることになると、中條は慶喜に従い精鋭隊とその家族200人とともに駿府（静岡）へ移住した。
明治2年（1869年）7月、徳川家達の許可を得て、金谷以南の原野を「金谷原開墾方」として牧之原荒野の開墾を開始。中條、大草高重、其の他18名を幹事として、約250戸の元幕臣たちが牧之原へ転住し、1,425町歩の開墾を始めた。鎖国政策から一転開国をした新政府は、外貨獲得の輸出品として、生糸と茶に注目しており、山岡鉄舟、勝海舟の提言もあって茶の生産を決める。当時、42歳の組頭の中條は、この開墾組織を運営していくにあたって多くの仲間をまとめ、さまざまな取り決めや仕組みを作成しながら開墾を進めていった。明治4年（1871年）頃の開墾地は200町歩であったのが、明治10年（1877年）には500町歩に増加、牧之原開墾を成功に導いた。
明治7年（1874年）には神奈川県令の就任依頼があったが、茶畑の肥やしになると辞退。明治29年（1896年）1月19日、77歳で亡くなる。種月院に埋葬、勝海舟が葬儀委員長を務めた。昭和63年（1988年）、島田市により中條金之助景昭像、顕彰碑が建てられた。